# 진영고등학교
진영고등학교(進永高等學校)는 대한민국 경상남도 김해시 진영읍 진영리에 위치한 공립 고등학교이다.

## 학교 연혁
- 1947년 6월 21일 : 학교법인 3.1학원 설립 인가
- 1966년 3월 15일 : 한얼여자고등학교 설립 인가(3학급)
- 1966년 4월 15일 : 한얼여자고등학교 개교
- 1975년 8월 1일 : 진영여자상업고등학교로 교명 변경
- 1981년 3월 1일 : 설립자 변경(공립으로 전환)
- 1997년 11월 21일 : 인문계 고등학교로 학칙 개편
- 1999년 3월 1일 : 진영고등학교로 교명 변경
- 2021년 12월 30일 : 제54회 졸업식(198명, 총 졸업생 10,070명)
- 2022년 3월 2일 : 신입생 201명 입학
- 2022년 9월 1일 : 제21대 서남호 교장 취임

## 참고 자료
- 진영고등학교 - 한국교육학술정보원 학교알리미